# Mars 1789
Cette page présente les faits marquants du mois de mars 1789.

## Événements
- Élection des États généraux en France.
- Deuxième guerre cafre entre colons d’Afrique du Sud et Bantou[1] (fin en 1793).

- 4 mars : entrée en vigueur de la Constitution des États-Unis[2] (13 ans après la Déclaration d'indépendance des États-Unis). L'une de ses dispositions permet aux propriétaires d'esclaves de calculer le nombre de suffrages à partir de l'équation : 1 noir = 3/5 d'un blanc[3].

- 9 mars : Ludovico Manin devient doge de Venise (fin en 1797)[4].

- 15 mars : Charles-Maurice de Talleyrand-Périgord, le nouvel évêque d'Autun, est intronisé dans la cathédrale d'Autun.

- 21 mars : Gilbert de Riberolles est élu, par la sénéchaussée de Riom, par 265 voix sur 393 votants, député du tiers état de la province d'Auvergne aux États généraux.

## Naissances
- 15 mars : Pierre-Amédée Durand, graveur français († 1873).
- 16 mars : Georg Simon Ohm, physicien allemand et inventeur du galvanomètre († 1854).
- 26 mars : Edward Ffrench Bromhead, naturaliste et mathématicien irlandais († 1855).
- 30 mars : Franz Wilhelm Sieber, botaniste allemand († 1844).

## Décès
- 29 mars : Jacques-François Dicquemare, abbé, astronome et naturaliste français (° 1733).